# 球花石楠
球花石楠（学名：Photinia glomerata）是蔷薇科石楠属的植物，是中国的特有植物。分布在中国大陆的云南、四川等地，生长于海拔1,500米至2,300米的地区，多生于杂木林中，目前尚未由人工引种栽培。

## 异名
- Photinia glomerata Rehd. et Wils. var. cuneata Yu
- Photinia glomerata Rehd. et Wils. var. microphylla Yu